# Dichiarazione dei diritti del fanciullo
La Dichiarazione dei diritti del fanciullo è un documento redatto a Ginevra il 23 febbraio 1924 dalla Società delle Nazioni in seguito alle conseguenze prodotte  dalla prima guerra mondiale sui bambini. Venne adottata dall'Assemblea generale della Società delle Nazioni nel 1924.

## Storia
La Società delle Nazioni avallò la dichiarazione redatta da Eglantyne Jebb, che assieme alla sorella Dorothy aveva fondato Save the Children nel 1919.
Successivamente, con l'istituzione dell'ONU, una nuova dichiarazione venne approvata il 20 novembre 1959 dall'Assemblea Generale delle Nazioni Unite.
Il 20 novembre 1989 vi fece seguito la Convenzione internazionale sui diritti dell'infanzia.
A differenza dei due precedenti, quest'ultimo documento è vincolante tutti gli Stati che lo ratificano. Al momento, tutti gli Stati del mondo salvo gli Stati Uniti d'America hanno approvato la Convenzione, sebbene spesso con importanti riserve e dichiarazioni che ne limitano l'applicabilità e la vincolarità. In Italia è stata approvata con la Legge 27 maggio 1991, n. 176.

## Il documento
Questa la Dichiarazione del 1924 in una traduzione ufficiale:
«Secondo la presente Dichiarazione dei diritti del bambino, comunemente nota come Dichiarazione di Ginevra, gli uomini e le donne di tutte le Nazioni, riconoscendo che l'umanità deve al bambino quanto di meglio possiede, dichiarano e accettano come loro dovere che, oltre e prima di ogni considerazione di razza, nazionalità o credo:
I. Al bambino si devono dare i mezzi necessari per il suo normale sviluppo, sia materiale che spirituale;
II. Il bambino che ha fame deve essere nutrito; il bambino malato deve essere curato; il bambino arretrato deve essere stimolato; il bambino delinquente deve essere recuperato; l'orfano e il trovatello devono essere ospitati e soccorsi;
III. Il bambino deve essere il primo a ricevere soccorso in tempo di difficoltà;
IV. Il bambino deve essere messo in condizione di guadagnarsi da vivere e deve essere protetto contro ogni forma di sfruttamento;
V. Il bambino deve essere allevato nella consapevolezza che le sue migliori qualità devono essere messe al servizio dei suoi fratelli.»
Da notare che tra la versione francese ed inglese della Dichiarazione sono presenti alcune differenze lessicali. Ad es., "l'enfant malade doit être soigné" (il bambino malato deve essere curato) diventa "the child that is sick must be helped" (il bambino malato deve essere aiutato).